# Francisco Mendoza Pizarro
Francisco Mendoza (Olmos, departamento de Lambayeque; 13 de febrero de 1939 - Olmos, 20 de octubre de 2010) fue un futbolista peruano que jugaba de arquero. Su carrera se desarrolló principalmente en el club Juan Aurich de Chiclayo.

## Trayectoria
Se dio a conocer en la liga distrital olmana hasta que tomó mayor protagonismo al llegar a Boca Juniors de Chiclayo, club en el que permaneció desde 1962 a 1965, año en el que recaló en las filas de Juan Aurich, que aún se encontraba en su liga de origen. Recién en 1967 el Ciclón llegó a la final de la Copa Perú, que se disputó en Lima, logrando el ascenso a Primera División.
En 1968, de la mano del “Tano” Bártoli, Aurich obtuvo el subcampeonato nacional. Esto le valió al cuadro chiclayano para disputar la Copa Libertadores donde el “Flaco” alcanzó su pico más alto en Ñuñoa, Santiago de Chile, cuando Juan Aurich derrotó a la Universidad Católica por 1:2 en el Estadio Nacional.
Luego de retirarse en 1972, Francisco Mendoza retornó a Olmos para dar inicio a su trayectoria como técnico en la etapa distrital de la Copa Perú, dirigiendo a equipos de la localidad. De hecho, salió campeón con algunos como Olmos Club, Proyecto Olmos, Vasco da Gama y Willy Serrato con el que llegó más lejos: la Etapa Departamental.
Falleció el 20 de octubre de 2010 en Olmos, a los 71 años de edad, después de luchar ante una dura enfermedad durante varios meses. Se fue el mismo año en que pudo, por fin, ver a su Aurich reeditar lo que solo había conseguido la célebre generación de 1969: disputar un torneo internacional.

## Clubes
| Club                     | País | Año         |
| ------------------------ | ---- | ----------- |
| Boca Juniors de Chiclayo | Perú | 1962 - 1965 |
| Juan Aurich              | Perú | 1965 - 1972 |